# Municipio de Little Valley
El municipio de Little Valley (en inglés: Little Valley Township) es un municipio ubicado en el condado de McPherson en el estado estadounidense de Kansas. En el año 2010 tenía una población de 409 habitantes y una densidad poblacional de 4,39 personas por km².

## Geografía
El municipio de Little Valley se encuentra ubicado en las coordenadas 38°12′52″N 97°52′1″O / 38.21444, -97.86694. Según la Oficina del Censo de los Estados Unidos, el municipio tiene una superficie total de 93.2 km², de la cual 93,18 km² corresponden a tierra firme y (0,02 %) 0,02 km² es agua.

## Demografía
Según el censo de 2010, había 409 personas residiendo en el municipio de Little Valley. La densidad de población era de 4,39 hab./km². De los 409 habitantes, el municipio de Little Valley estaba compuesto por el 96,33 % blancos, el 0,98 % eran amerindios, el 1,22 % eran de otras razas y el 1,47 % eran de una mezcla de razas. Del total de la población el 1,22 % eran hispanos o latinos de cualquier raza.